# Solenosteira
Solenosteira là một chi ốc biển, là động vật thân mềm chân bụng sống ở biển trong họ Buccinidae.

## Các loài
Các loài trong chi Solenosteira gồm có:
- Solenosteira cancellaria (Conrad, 1846)[2]